# Chozeau
Chozeau település Franciaországban, Isère megyében. Lakosainak száma 998 fő (2022. január 1.). Chozeau Veyssilieu, Villemoirieu, Chamagnieu és Panossas községekkel határos.

## Népesség
A település népességének változása:
| Lakosok száma | 305  | 517  | 618  | 965  | 1065 | 1053 | 1064 | 1051 | 1034 | 998  |
|               | 1968 | 1982 | 1990 | 2006 | 2013 | 2015 | 2017 | 2019 | 2020 | 2022 |